# Sung Tongs
Sung Tongs – piąty album wydany przez pochodzącą z Baltimore grupę Animal Collective wydany 3 maja 2004 przez Fat Cat Records.
Pomimo tego, że album sygnowany był nazwą "Animal Collective", jedynie dwóch z czterech członków uczestniczyło w jego tworzeniu: Avey Tare (David Portner) i Panda Bear (Noah Lennox). W rezultacie jest on bardziej okrojonym dziełem niż inne wydane przez Animal Collective albumy. Avey Tare i Pand a Bear używają tam gitary akustycznej i pierwotnie brzmiących bębnów. Gitara elektryczna, bardzo ważny instrument w poprzednim albumie grupy, Here Comes the Indian, jest tu nieobecna. Brzmienie płyty jest przez to bardziej podobne do freak folku i psych folku niż reszta ich nagrań.
Album "Sung Tongs" jest przeważnie oceniany jako przełom w muzyce zespołu.  Album zdobył wiele pochwał ze strony krytyków oraz był często notowany na listach najlepszych utworów 2004 roku. 

## Nagrywanie
Na forum grupy Avey Tare napisał: 

Tak, nagraliśmy to na tym samym Tascamie 48 (półcalowym ośmiośladowcu), na którym nagrałem Spirit oraz perkusję, gitary i wczesną elektronikę do Danse Manatee. Znaczy się, nagraliśmy perkusję i gitarę akustyczną na ośmiu ścieżkach. Potem zmiksowaliśmy to wszystko na laptopie Rusty’ego i dograliśmy dużo wokalu oraz perkusji. On używał tego [sposobu] od lat. Zmiksowaliśmy to potem na... czymś... (nie pamiętam) w mieszkaniu mamy Noaha w Baltimore. Było bardzo zimno więc musieliśmy nosić kurtki przez cały czas. Dodaliśmy wtedy całą tę elektronikę i sample. Robiliśmy to przez jakiś czas więc to słodko, że lubisz sample. (...) Pamiętam, że używałem PZM do nagrywania trzaskania drzwiami i właśnie to zaburza rytm w "Kids on Holiday". Osoba mówiąca na początku "Who Could Win a Rabbit" to ktoś z sąsiedztwa.

## Lista utworów[10]
| Nr  | Tytuł utworu             | Długość |
| --- | ------------------------ | ------- |
| 1.  | „Leaf House”             | 2:43    |
| 2.  | „Who Could Win a Rabbit” | 2:19    |
| 3.  | „The Softest Voice”      | 6:46    |
| 4.  | „Winters Love”           | 4:55    |
| 5.  | „Kids on Holiday”        | 5:47    |
| 6.  | „Sweet Road”             | 1:16    |
| 7.  | „Visiting Friends”       | 12:36   |
| 8.  | „College”                | 0:53    |
| 9.  | „We Tigers”              | 2:43    |
| 10. | „Mouth Wooed Her”        | 4:25    |
| 11. | „Good Lovin Outside”     | 4:26    |
| 12. | „Whaddit I Done”         | 4:05    |
|     |                          | 52:54   |

## Twórcy
- Avey Tare
- Panda Bear
- Rusty Santos (producent)
- Abby Portner (projekt okładki)
- Rob Carmichael (projekt i układ)

## Nagrody
- #9 na liście 100 najlepszych albumów lat 2000-04 według magazynu Pitchfork[13]
- #2 na liście 50 najlepszych albumów 2004 według magazynu Pitchfork[14]
- #27 na liście 200 najlepszych albumów 2000-09 według magazynu Pitchfork[15]